# New York Knicks
New York Knickerbockers, (sl. kratkohlačniki), poznani širši javnosti kot The Knicks, so ena od 30 ekip lige NBA. Njihova domača dvorana je Madison Square Garden v New Yorku. So dvakratni prvaki lige, svoja naslova so osvojili v letih 1970 in 1973.

## Zgodovina kluba
Franšiza New York Knicks je članica lige NBA že vseskozi od njene ustanovitve leta 1946 in je ena redkih, ki se ni nikoli preselila.
Naziv The Knickerbockers ali skrajšeno The Knicks je povzet iz knjige Washingtona Irvinga A History of New York (sl. Zgodovina New Yorka), v kateri avtor nizozemske emigrante, ki so bili prvi Evropejci na ozemlju današnjega New Yorka, naslavlja kot The Knickerbockers-e. Ekipa je v zadnjih 2 letih postala resen kandidat za naslov prvaka NBA, potem ko se ji je julija 2010 pridružil All-star krilni center Amar´e Stoudemire v februarskem prestopnem roku lige NBA 2011 pa so se okrepili še s superzvezdnikom Carmelo Anthonyjem in izkušenim organizatorjem igre Chauncey Billupsom v odmevni menjavi New York Knicks in Denver Nuggets.
Zgodovino kluba delimo na 6 obdobij:
- Zgodnja leta (1946-1967)
- Boji za naslove in prvi lovoriki (1967-1975)
- Obdobje po zlati dobi (1975-1985)
- Doba Patricka Ewinga (1985-2000)
- Izgubljena leta  (2000-2008)
- Renesansa pod Donniejem Walshem (2008-sedanjost)

## Igralci (sezona 2015/16)
| Številka | Igralec                | Igralna pozicija | Višina | Datum rojstva |
| 4        | Arron Afflalo          | SG/SF            | 196 cm | 15. 10. 1985  |
| 21       | Lou Amundson           | F/C              | 206 cm | 7. 12. 1982   |
| 43       | Thanasis Antetokounmpo | SG/SF            | 201 cm | 17. 7. 1992   |
| 7        | Carmelo Anthony (C)    | SF/PF            | 203 cm | 29. 5. 1984   |
| 3        | José Calderón          | PG               | 191 cm | 28. 9. 1981   |
| 17       | Cleanthony Early       | SF               | 203 cm | 17. 4. 1991   |
| 2        | Langston Galloway      | PG/SG            | 188 cm | 9. 12. 1991   |
| 13       | Jerian Grant           | PG/SG            | 196 cm | 9. 10. 1992   |
| 8        | Robin Lopez            | C                | 213 cm | 1. 4. 1988    |
| 9        | Kyle O'Quinn           | PF/C             | 208 cm | 26. 3. 1990   |
| 6        | Kristaps Porziņģis     | PF/C             | 216 cm | 2. 8. 1995    |
| 1        | Kevin Séraphin         | PF/C             | 206 cm | 7. 12. 1989   |
| 42       | Lance Thomas           | F                | 203 cm | 24. 4. 1988   |
| -        | Saša Vujačić           | SG/PG            | 201 cm | 8. 3. 1984    |
| 23       | Derrick Williams       | F                | 203 cm | 25. 5. 1991   |

Glavni trener: Derek Fisher